# St. Liborius (Heinsen)

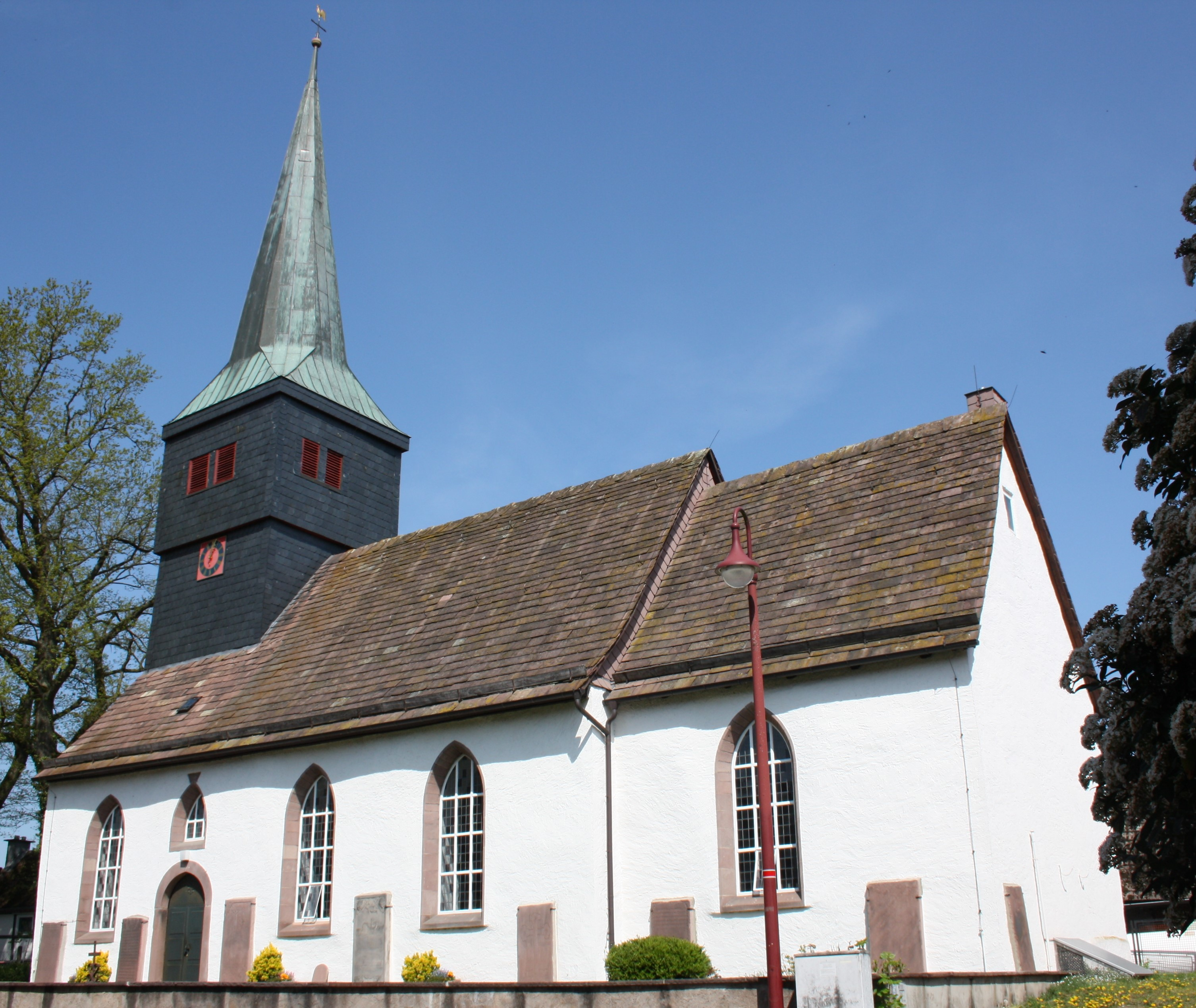
Heinsen, St. Liborius

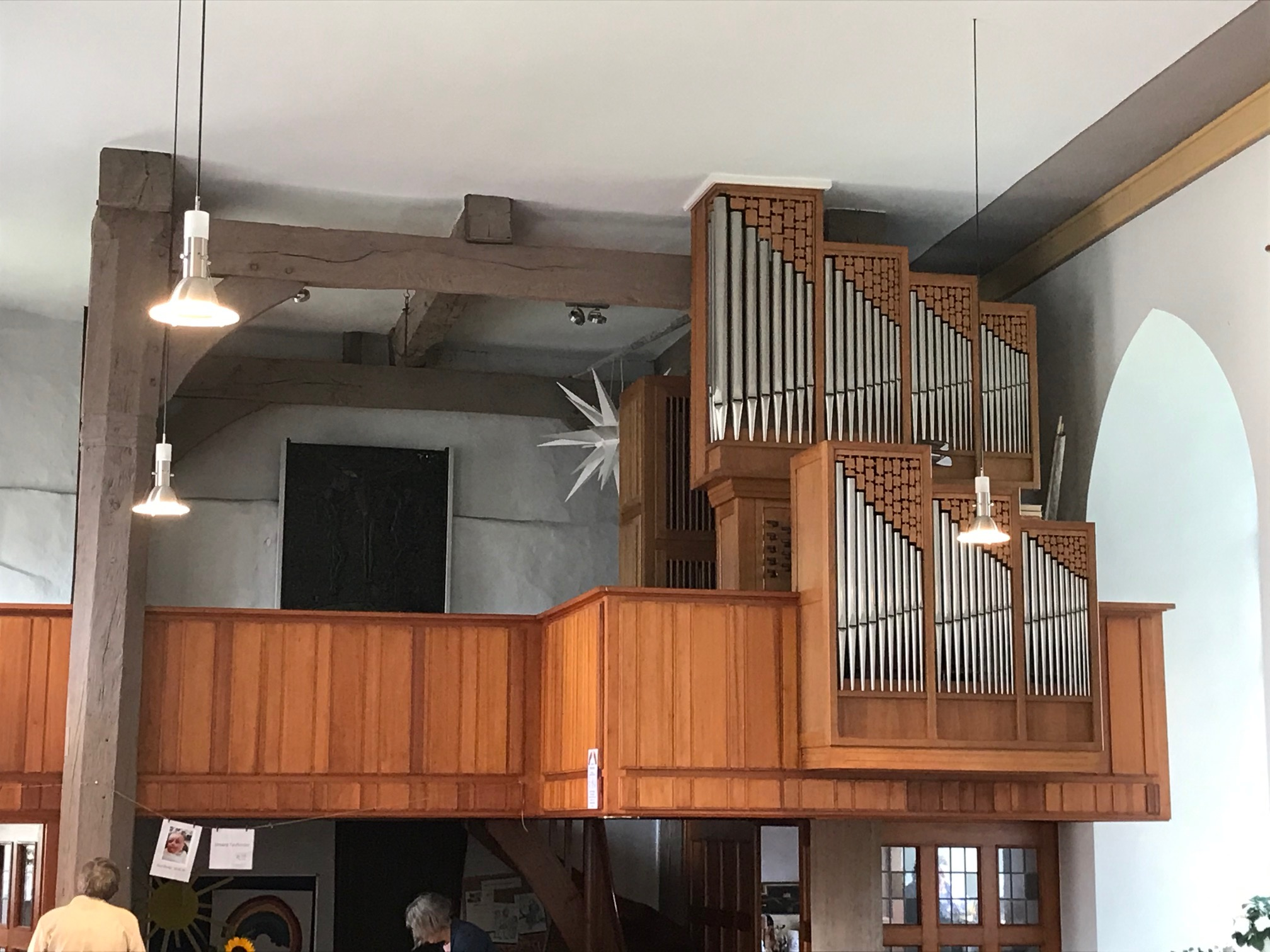
Orgel

Die evangelisch-lutherische Kirche St. Liborius steht in Heinsen, einer Gemeinde im Landkreis Holzminden in Niedersachsen. Die Kirchengemeinde gehört zum Pfarramt von St. Georg in Polle im Kirchenkreis Holzminden-Bodenwerder im Sprengel Hildesheim-Göttingen der Evangelisch-lutherischen Landeskirche Hannovers.

## Geschichte
Die dem Heiligen Liborius, dem Schutzpatron des Paderborner Doms, geweihte Kirche unterstand im Mittelalter dem Archidiakonat Höxter in der Diözese Paderborn. Mit der Besetzung des Herzogtums Braunschweig-Wolfenbüttel durch den Schmalkaldischen Bund im Jahre wurde Heinsen 1543 evangelisch.

## Beschreibung
Die Saalkirche aus verputzten Bruchsteinen wurde um 1300 erbaut und erhielt mit dem Umbau von 1876 ihr heutiges vereinfachtes Aussehen. An das Langhaus aus zwei Jochen schließt sich im Osten ein eingezogener, rechteckiger Chor an. Der schiefergedeckte und mit einem achtseitigen Kupferhelm geschlossene Dachreiter über dem Giebel wurde 1707 hinzugefügt. Der ursprünglich kreuzrippengewölbte Kirchenraum erhielt im 16. Jahrhundert seine Flachdecke. In dieser Zeit wurde auch die U-förmige Empore eingebaut. Um 1810 erhielt die Kirche einen klassizistischen Kanzelaltar in Form der Fassade eines Tempels.
Die historische Kirchenausstattung wurde 1961–64 durch eine Kanzel und die von Rudolf Janke aus Göttingen gebaute Orgel mit 13 Registern, 2 Manualen und einem Pedal ersetzt sowie neue Kirchenbänke eingebaut. 2013 wurde der Altarraum umgestaltet. Für das Altarbild wurde ein Künstlerwettbewerb durchgeführt, den Michaela Hanemann mit ihrem Bild Genesis gewann. Der Altartisch wurde passend zur vorhandenen Ausstattung erneuert.